# Hislopia prolixa
Hislopia prolixa is een mosdiertjessoort uit de familie van de Hislopiidae. De wetenschappelijke naam van de soort is voor het eerst geldig gepubliceerd in 2011 door Hirose & Mawatari.